# Liga de Fútbol Nacional 2024
La temporada 2024 o Torneo Clausura 2024 de la Liga de Fútbol Nacional corresponde a la segunda edición de este campeonato que ocupa el tercer nivel en el sistema de Ligas de fútbol de Panamá. Dio comienzo el 7 de julio y terminó el 17 de noviembre de 2024. 
El FC Chorrillo se coronó campeón venciendo en la final 4-1 a Bambanes FC, en el Estadio de Los Andes N°2 del Complejo Deportivo Omar Torrijos Herrera.

## Novedades
- La liga se expandió de 20 equipos a 24 equipos para esta temporada.
- Atlético Río Abajo FC participará como ganador del Play-Offs de la Zona 1.
- Deportivo Unión Aguadulce participará como ganador del Play-Offs de la Zona 2.
- Sporting París participará como ganador del Play-Offs de la Zona 3.
- Deportivo Altamira Fútbol Club participará como ganador del Play-Offs de la Zona 4.

## Sistema de competición
El torneo de la Liga de Fútbol Nacional está conformado en dos partes:
- Fase de calificación: Se integra por dos conferencias, divididas en dos zonas (norte y sur) y se desarrolla por 10 jornadas respectivamente, dentro de su grupo y 6 jornadas interzonas, para un total de 16 jornadas.
- Fase final: Se integra por los partidos de semifinales de conferencias, finales de conferencias y la gran final.

### Fase de clasificación
En la fase de clasificación se observó el sistema de puntos. La ubicación en la tabla general está sujeta a lo siguiente:
- Por juego ganado se obtendrán tres puntos.
- Por juego empatado se obtendrá un punto.
- Por juego perdido no se otorgan puntos.

En esta fase participan los 24 clubes de la Liga de Fútbol Nacional jugando en dos grupos llamados conferencias durante las 12 jornadas respectivas.

### Fase final
En la fase final se observa el sistema de eliminación directa. Los 8 mejores clubes ubicados en la tabla de posiciones avanzan a esta ronda, disputada de la siguiente manera:
| - Conferencia Este: Semifinales de Conferencia: 1°A (Zona norte) vs. 2°B (Zona sur) 2°A (Zona sur) vs. 1°B (Zona norte) Final de Conferencia: Ganador Llave N°1 vs. Ganador Llave N°2 | - Conferencia Oeste: Semifinales de Conferencia: 1°A (Zona norte) vs. 2°B (Zona sur) 2°A (Zona sur) vs. 1°B (Zona norte) Finales de Conferencia: Ganador Llave N°1 vs. Ganador Llave N2 |

Gran Final:
Ganador Semifinal Conferencia Este vs. Ganador Semifinal Conferencia Oeste (Partido único). El equipo con mayor cantidad de puntos durante el torneo es quien ejerce de local en la Final.

## Equipos participantes

### Información de los equipos participantes
| Equipo                    | Ciudad                     | Estadio                      | Capacidad |
| ------------------------- | -------------------------- | ---------------------------- | --------- |
| Alianza West              | La Chorrera, Panamá Oeste  | Agustín "Muquita" Sánchez    | 3 000     |
| AC Futbol 7               | Pesé, Herrera              | Paris                        | 300       |
| AF Chilibre               | Juan Díaz, Panamá          | Luis Ernesto Cascarita Tapia | 720       |
| Atlético Río Abajo FC     | Juan Díaz, Panamá          | Luis Ernesto Cascarita Tapia | 720       |
| Bambanes FC               | David, Chiriquí            | San Cristóbal                | 3 000     |
| Benjamín Chacón FC        | El Palmar, Chiriquí        | El Palmar                    | 250       |
| Bocas JR Almirante        | El Empalma, Bocas del Toro | Edson Arantes do Nascimento  | 1 200     |
| CF Don Bosco              | Soná, Veraguas             | San José                     | 400       |
| Chorrillo FC              | El Chorrillo, Panamá       | Estadio Maracaná             | 5 500     |
| FC Cosmos ND              | Antón, Coclé               | Estadio Virgilio Tejeira     | 900       |
| Deportivo Altamira FC     | David, Chiriquí            | San Cristóbal                | 3 000     |
| Deportivo Chepo           | Juan Díaz, Panamá          | Luis Ernesto Cascarita Tapia | 720       |
| Deportivo Chiriquí        | Bugaba, Chiriquí           | El Porvenir                  | 300       |
| Deportivo Rex             | Juan Díaz, Panamá          | Luis Ernesto Cascarita Tapia | 720       |
| Deportivo Talento         | La Villa, Los Santos       | Ismael Campos                | 300       |
| Don Bosco JR              | Chitré, Herrera            | Los Milagros                 | 1 000     |
| Deportivo Unión Aguadulce | Aguadulce, Coclé           | Estadio Virgilio Tejeira     | 900       |
| Independiente Darién      | Metetí, Darién             | Manuel Miranda               | 320       |
| La Familia FC             | Atalaya, Veraguas          | Rafael Rodríguez             | 700       |
| Limite FC                 | Penonomé, Coclé            | Estadio Virgilio Tejeira     | 900       |
| Olympic de Colón FC       | Colón                      | Armando Dely Valdés          | 1 121     |
| San Fernando FC           | Metetí, Darién             | Manuel Miranda               | 320       |
| Sporting París            | Pesé, Herrera              | Paris                        | 300       |
| Unión Bocas Isla          | El Empalme, Bocas del Toro | Edson Arantes do Nascimento  | 1 200     |

### Equipos por provincias
| Provincia      | N.º | Equipos                                                                          |
| -------------- | --- | -------------------------------------------------------------------------------- |
| Panamá         | 5   | AF Chilibre, Chorrillo FC, Deportivo Chepo, Deportivo Rex, Atlético Río Abajo FC |
| Chiriquí       | 4   | Deportivo Chiriquí, Bambanes FC , Benjamín Chacón FC, Deportivo Altamira FC      |
| Coclé          | 3   | Cosmos FC, Limite FC, Deportivo Unión Aguadulce                                  |
| Herrera        | 3   | AC Futbol 7, Don Bosco JR, Sporting París                                        |
| Bocas del Toro | 2   | Bocas JR Almirante, Unión Bocas Isla                                             |
| Darién         | 2   | Independiente Darién, San Fernando FC                                            |
| Veraguas       | 2   | CF Don Bosco, La Familia FC                                                      |
| Colón          | 1   | Olympic de Colón FC                                                              |
| Los Santos     | 1   | Deportivo Talento                                                                |
| Panamá Oeste   | 1   | Alianza West                                                                     |
| Total          | 24  |                                                                                  |

## Conferencia Este

### Clasificación

#### Zona Norte
| Pos. | Equipo               | Pts. | PJ | G  | E | P | GF | GC | Dif. | Notas                                    |
| ---- | -------------------- | ---- | -- | -- | - | - | -- | -- | ---- | ---------------------------------------- |
| 1    | Chorrillo F. C.      | 33   | 16 | 10 | 3 | 3 | 42 | 19 | +23  | Acceso a las semifinales de conferencia. |
| 2    | Olympic Colón F. C.  | 28   | 16 | 8  | 4 | 4 | 22 | 17 | +5   | Acceso a las semifinales de conferencia. |
| 3    | Deportivo Chepo      | 25   | 16 | 7  | 4 | 5 | 25 | 23 | +2   |                                          |
| 4    | Atlético Río Abajo   | 24   | 16 | 7  | 3 | 6 | 27 | 23 | +4   |                                          |
| 5    | Independiente Darién | 21   | 16 | 6  | 3 | 7 | 32 | 36 | −4   |                                          |
| 6    | San Fernando F. C.   | 16   | 16 | 4  | 4 | 8 | 27 | 34 | −7   | Último lugar.                            |

Actualizado a los partidos jugados el 20 de octubre de 2024.
 Fuente: FEPAFUT

#### Zona Sur
| Pos. | Equipo          | Pts. | PJ | G  | E | P  | GF | GC | Dif. | Notas                                    |
| ---- | --------------- | ---- | -- | -- | - | -- | -- | -- | ---- | ---------------------------------------- |
| 1    | A. F. Chilibre  | 32   | 16 | 10 | 2 | 4  | 49 | 21 | +28  | Acceso a las semifinales de conferencia. |
| 2    | Unión Aguadulce | 28   | 16 | 8  | 4 | 4  | 39 | 25 | +14  | Acceso a las semifinales de conferencia. |
| 3    | Deportivo Rex   | 21   | 16 | 6  | 3 | 7  | 28 | 23 | +5   |                                          |
| 4    | Alianza West    | 20   | 16 | 6  | 2 | 8  | 29 | 40 | −11  |                                          |
| 5    | F. C. Cosmos ND | 13   | 16 | 3  | 4 | 9  | 23 | 49 | −26  |                                          |
| 6    | Limite F. C.    | 7    | 16 | 1  | 4 | 11 | 18 | 51 | −33  | Último lugar.                            |

Actualizado a los partidos jugados el 20 de octubre de 2024.
 Fuente: FEPAFUT

### Resultados
- Los horarios son correspondientes al tiempo de Ciudad de Panamá (UTC-5)
- Puedes mirar el calendario completo

| Jornada 1          | Jornada 1 | Jornada 1            | Jornada 1               | Jornada 1   | Jornada 1 | Jornada 1 | Jornada 1 | Jornada 1 | Jornada 1 |
| ------------------ | --------- | -------------------- | ----------------------- | ----------- | --------- | --------- | --------- | --------- | --------- |
| Zona Norte         |           |                      |                         |             |           |           |           |           |           |
| Local              | Resultado | Visitante            | Estadio                 | Fecha       | Hora      |           |           |           |           |
| Olympic Colón FC   | 1 - 0     | Deportivo Chepo      | Cascarita Tapia         | 5 de julio  | 19:00     |           |           |           |           |
| San Fernando FC    | 1 - 1     | Chorrillo FC         | Manuel Miranda          | 7 de julio  | 14:00     |           |           |           |           |
| Atlético Río Abajo | 4 - 0     | Independiente Darién | Andy Alonso             | 7 de julio  | 19:00     |           |           |           |           |
| Zona Sur           |           |                      |                         |             |           |           |           |           |           |
| Local              | Resultado | Visitante            | Estadio                 | Fecha       | Hora      |           |           |           |           |
| Unión Aguadulce    | 1 - 3     | FC Cosmos ND         | Los Marineros           | 7 de julio  | 15:00     |           |           |           |           |
| AF Chilibre        | 2 - 1     | Deportivo Rex        | Maracaná                | 7 de julio  | 16:00     |           |           |           |           |
| Alianza West       | 2 - 2     | Límite FC            | Agustín Muquita Sánchez | 10 de julio | 20:00     |           |           |           |           |
| Total de goles: 18 |           |                      |                         |             |           |           |           |           |           |

| Jornada 2          | Jornada 2 | Jornada 2            | Jornada 2               | Jornada 2   | Jornada 2 | Jornada 2 | Jornada 2 | Jornada 2 | Jornada 2 |
| ------------------ | --------- | -------------------- | ----------------------- | ----------- | --------- | --------- | --------- | --------- | --------- |
| Zona Norte         |           |                      |                         |             |           |           |           |           |           |
| Local              | Resultado | Visitante            | Estadio                 | Fecha       | Hora      |           |           |           |           |
| Deportivo Chepo    | 4 - 1     | Independiente Darién | Luis Cascarita Tapia    | 12 de julio | 19:00     |           |           |           |           |
| Olympic Colón FC   | 3 - 0     | San Fernando FC      | Armando Dely Valdes     | 13 de julio | 15:00     |           |           |           |           |
| Chorrillo FC       | 1 - 0     | Atlético Río Abajo   | Maracaná                | 13 de julio | 16:00     |           |           |           |           |
| Zona Sur           |           |                      |                         |             |           |           |           |           |           |
| Local              | Resultado | Visitante            | Estadio                 | Fecha       | Hora      |           |           |           |           |
| Cosmos FC ND       | 2 - 2     | AF Chilibre          | Ciruelito               | 14 de julio | 11:00     |           |           |           |           |
| Limite FC          | 2 - 3     | Deportivo Rex        | Virgilio Tejiera        | 14 de julio | 15:00     |           |           |           |           |
| Alianza West       | 4 - 3     | Unión Aguadulce      | Agustín Muquita Sánchez | 17 de julio | 20:00     |           |           |           |           |
| Total de goles: 25 |           |                      |                         |             |           |           |           |           |           |

| Jornada 3            | Jornada 3 | Jornada 3        | Jornada 3                    | Jornada 3   | Jornada 3 | Jornada 3 | Jornada 3 | Jornada 3 | Jornada 3 |
| -------------------- | --------- | ---------------- | ---------------------------- | ----------- | --------- | --------- | --------- | --------- | --------- |
| Zona Norte           |           |                  |                              |             |           |           |           |           |           |
| Local                | Resultado | Visitante        | Estadio                      | Fecha       | Hora      |           |           |           |           |
| Independiente Darién | 3 - 1     | Chorrillo FC     | Manuel Miranda               | 20 de julio | 15:00     |           |           |           |           |
| San Fernando FC      | 2 - 2     | Deportivo Chepo  | Manuel Miranda               | 21 de julio | 15:00     |           |           |           |           |
| Atlético Río Abajo   | 0 - 2     | Olympic Colón FC | Luis Ernesto Cascarita Tapia | 21 de julio | 16:00     |           |           |           |           |
| Zona Sur             |           |                  |                              |             |           |           |           |           |           |
| Local                | Resultado | Visitante        | Estadio                      | Fecha       | Hora      |           |           |           |           |
| Deportivo Rex        | 3 - 0     | Cosmos FC ND     | Luis Ernesto Cascarita Tapia | 19 de julio | 19:00     |           |           |           |           |
| Unión Aguadulce      | 3 - 2     | Limite FC        | Los Marineros                | 21 de julio | 15:00     |           |           |           |           |
| AF Chilibre          | 1 - 2     | Alianza West     | Maracaná                     | 21 de julio | 17:00     |           |           |           |           |
| Total de goles: 21   |           |                  |                              |             |           |           |           |           |           |

| Jornada 4          | Jornada 4 | Jornada 4            | Jornada 4               | Jornada 4   | Jornada 4 | Jornada 4 | Jornada 4 | Jornada 4 | Jornada 4 |
| ------------------ | --------- | -------------------- | ----------------------- | ----------- | --------- | --------- | --------- | --------- | --------- |
| Zona Norte         |           |                      |                         |             |           |           |           |           |           |
| Local              | Resultado | Visitante            | Estadio                 | Fecha       | Hora      |           |           |           |           |
| Deportivo Chepo    | 1 - 4     | Chorrillo FC         | Luis Cascarita Tapia    | 26 de julio | 19:00     |           |           |           |           |
| Olympic Colón FC   | 2 - 1     | Independiente Darién | Armando Dely Valdés     | 28 de julio | 10:00     |           |           |           |           |
| San Fernando FC    | 1 - 2     | Atlético Río Abajo   | Manuel Miranda          | 28 de julio | 11:00     |           |           |           |           |
| Zona Sur           |           |                      |                         |             |           |           |           |           |           |
| Local              | Resultado | Visitante            | Estadio                 | Fecha       | Hora      |           |           |           |           |
| Limite FC          | 2 - 2     | Cosmos FC ND         | Virgilio Tejeira        | 28 de julio | 11:00     |           |           |           |           |
| Unión Aguadulce    | 2 - 0     | AF Chilibre          | Los Marineros           | 28 de julio | 15:00     |           |           |           |           |
| Alianza West       | 2 - 2     | Deportivo Rex        | Agustín Muquita Sánchez | 31 de julio | 17:00     |           |           |           |           |
| Total de goles: 21 |           |                      |                         |             |           |           |           |           |           |

| Jornada 5            | Jornada 5 | Jornada 5        | Jornada 5                    | Jornada 5   | Jornada 5 | Jornada 5 | Jornada 5 | Jornada 5 | Jornada 5 |
| -------------------- | --------- | ---------------- | ---------------------------- | ----------- | --------- | --------- | --------- | --------- | --------- |
| Zona Norte           |           |                  |                              |             |           |           |           |           |           |
| Local                | Resultado | Visitante        | Estadio                      | Fecha       | Hora      |           |           |           |           |
| Independiente Darién | 2 - 3     | San Fernando FC  | Manuel Miranda               | 3 de agosto | 15:00     |           |           |           |           |
| Chorrillo FC         | 1 - 1     | Olympic Colón FC | Maracaná                     | 3 de agosto | 17:00     |           |           |           |           |
| Atlético Río Abajo   | 2 - 0     | Deportivo Chepo  | Luis Ernesto Cascarita Tapia | 3 de agosto | 20:30     |           |           |           |           |
| Zona Sur             |           |                  |                              |             |           |           |           |           |           |
| Local                | Resultado | Visitante        | Estadio                      | Fecha       | Hora      |           |           |           |           |
| AF Chilibre          | 3 - 0     | Limite FC        | Javier Cruz                  | 2 de agosto | 20:00     |           |           |           |           |
| Deportivo Rex        | 0 - 1     | Unión Aguadulce  | Luis Ernesto Cascarita Tapia | 3 de agosto | 18:30     |           |           |           |           |
| Cosmos FC ND         | 2 - 3     | ALianza West     | Ciruelito                    | 4 de agosto | 11:00     |           |           |           |           |
| Total de goles: 19   |           |                  |                              |             |           |           |           |           |           |

| Jornada 6            | Jornada 6 | Jornada 6       | Jornada 6                    | Jornada 6    | Jornada 6 | Jornada 6 | Jornada 6 | Jornada 6 | Jornada 6 |
| -------------------- | --------- | --------------- | ---------------------------- | ------------ | --------- | --------- | --------- | --------- | --------- |
| Interzona            |           |                 |                              |              |           |           |           |           |           |
| Local                | Resultado | Visitante       | Estadio                      | Fecha        | Hora      |           |           |           |           |
| Deportivo Chepo      | 0 - 2     | Alianza West    | Luis Ernesto Cascarita Tapia | 9 de agosto  | 20:00     |           |           |           |           |
| Independiente Darién | 5 - 1     | Limite FC       | Manuel Miranda               | 10 de agosto | 15:00     |           |           |           |           |
| Chorrillo FC         | 2 - 1     | AF Chilibre     | Maracaná                     | 10 de agosto | 17:00     |           |           |           |           |
| Olympic Colón FC     | 1 - 0     | Unión Aguadulce | Armando Dely Valdés          | 11 de agosto | 09:00     |           |           |           |           |
| San Fernando FC      | 3 - 4     | Cosmos FC ND    | Manuel Miranda               | 11 de agosto | 11:00     |           |           |           |           |
| Atlético Río Abajó   | 2 - 0     | Deportivo Rex   | Luis Ernesto Cascarita Tapia | 11 de agosto | 19:00     |           |           |           |           |
| Total de goles: 21   |           |                 |                              |              |           |           |           |           |           |

| Jornada 7          | Jornada 7 | Jornada 7            | Jornada 7                    | Jornada 7    | Jornada 7 | Jornada 7 | Jornada 7 | Jornada 7 | Jornada 7 |
| ------------------ | --------- | -------------------- | ---------------------------- | ------------ | --------- | --------- | --------- | --------- | --------- |
| Interzona          |           |                      |                              |              |           |           |           |           |           |
| Local              | Resultado | Visitante            | Estadio                      | Fecha        | Hora      |           |           |           |           |
| Deportivo Rex      | 2 - 2     | Olympic Colón FC     | Luis Ernesto Cascarita Tapia | 16 de agosto | 19:00     |           |           |           |           |
| AF Chilibre        | 3 - 2     | Independiente Darién | Javier Cruz                  | 16 de agosto | 20:00     |           |           |           |           |
| Limite FC          | 1 - 2     | San Fernando FC      | Ciruelito                    | 18 de agosto | 10:00     |           |           |           |           |
| Cosmos FC ND       | 2 - 2     | Deportivo Chepo      | Ciruelito                    | 18 de agosto | 13:00     |           |           |           |           |
| Unión Aguadulce    | 1 - 1     | Chorrillo FC         | Los Marineros                | 18 de agosto | 15:00     |           |           |           |           |
| Alianza West       | 3 - 0     | Atlético Río Abajo   | Agustín Muquita Sánchez      | 21 de agosto | 20:00     |           |           |           |           |
| Total de goles: 21 |           |                      |                              |              |           |           |           |           |           |

| Jornada 8            | Jornada 8 | Jornada 8       | Jornada 8                    | Jornada 8    | Jornada 8 | Jornada 8 | Jornada 8 | Jornada 8 | Jornada 8 |
| -------------------- | --------- | --------------- | ---------------------------- | ------------ | --------- | --------- | --------- | --------- | --------- |
| Interzona            |           |                 |                              |              |           |           |           |           |           |
| Local                | Resultado | Visitante       | Estadio                      | Fecha        | Hora      |           |           |           |           |
| Deportivo Chepo      | 3 - 1     | Limite FC       | Luis Ernesto Cascarita Tapia | 23 de agosto | 20:00     |           |           |           |           |
| Independiente Darién | 3 - 3     | Unión Aguadulce | Manuel Miranda               | 24 de agosto | 15:00     |           |           |           |           |
| San Fernando FC      | 1 - 3     | AF Chilibre     | Manuel Miranda               | 25 de agosto | 11:00     |           |           |           |           |
| Olympic Colón FC     | 1 - 0     | Alianza West    | Armando Dely Valdés          | 25 de agosto | 16:00     |           |           |           |           |
| Chorrillo FC         | 2 - 1     | Deportivo Rex   | Maracaná                     | 25 de agosto | 17:00     |           |           |           |           |
| Atlético Río Abajo   | 4 - 1     | Cosmos FC ND    | Andy Alonso                  | 25 de agosto | 19:00     |           |           |           |           |
| Total de goles: 23   |           |                 |                              |              |           |           |           |           |           |

| Jornada 9          | Jornada 9 | Jornada 9            | Jornada 9                    | Jornada 9       | Jornada 9 | Jornada 9 | Jornada 9 | Jornada 9 | Jornada 9 |
| ------------------ | --------- | -------------------- | ---------------------------- | --------------- | --------- | --------- | --------- | --------- | --------- |
| Interzona          |           |                      |                              |                 |           |           |           |           |           |
| Local              | Resultado | Visitante            | Estadio                      | Fecha           | Hora      |           |           |           |           |
| Deportivo Rex      | 0 - 1     | Independiente Darién | Luis Ernesto Cascarita Tapia | 30 de agosto    | 19:30     |           |           |           |           |
| Unión Aguadulce    | 1 - 1     | San Fernando FC      | Los Marineros                | 31 de agosto    | 15:00     |           |           |           |           |
| AF Chilibre        | 3 - 0     | Deportivo Chepo      | Javier Cruz                  | 31 de agosto    | 16:00     |           |           |           |           |
| Limite FC          | 0 - 0     | Atlético Río Abajo   | Virgilio Tejeira             | 1 de septiembre | 10:00     |           |           |           |           |
| Cosmos FC ND       | 0 - 2     | Olympic Colón FC     | Ciruelito                    | 1 de septiembre | 13:00     |           |           |           |           |
| Alianza West       | 0 - 4     | Chorrillo FC         | Agustín Muquita Sánchez      | 3 de septiembre | 20:00     |           |           |           |           |
| Total de goles: 12 |           |                      |                              |                 |           |           |           |           |           |

| Jornada 10           | Jornada 10 | Jornada 10      | Jornada 10                   | Jornada 10      | Jornada 10 | Jornada 10 | Jornada 10 | Jornada 10 | Jornada 10 |
| -------------------- | ---------- | --------------- | ---------------------------- | --------------- | ---------- | ---------- | ---------- | ---------- | ---------- |
| Interzona            |            |                 |                              |                 |            |            |            |            |            |
| Local                | Resultado  | Visitante       | Estadio                      | Fecha           | Hora       |            |            |            |            |
| Deportivo Chepo      | 3 - 2      | Unión Aguadulce | Luis Ernesto Cascarita Tapia | 6 de septiembre | 20:00      |            |            |            |            |
| Independiente Darién | 4 - 2      | Alianza West    | Manuel Miranda               | 7 de septiembre | 15:00      |            |            |            |            |
| Chorrillo FC         | 5 - 0      | Cosmos FC ND    | Maracaná                     | 7 de septiembre | 18:00      |            |            |            |            |
| Atlético Río Abajo   | 2 - 2      | AF Chilibre     | Andy Alonso                  | 7 de septiembre | 19:00      |            |            |            |            |
| San Fernando FC      | 1 - 2      | Deportivo Rex   | Manuel Miranda               | 8 de septiembre | 11:00      |            |            |            |            |
| Olympic Colón FC     | 1 - 1      | Limite FC       | Armando Dely Valdés          | 8 de septiembre | 16:00      |            |            |            |            |
| Total de goles: 25   |            |                 |                              |                 |            |            |            |            |            |

| Jornada 11         | Jornada 11 | Jornada 11           | Jornada 11                   | Jornada 11       | Jornada 11 | Jornada 11 | Jornada 11 | Jornada 11 | Jornada 11 |
| ------------------ | ---------- | -------------------- | ---------------------------- | ---------------- | ---------- | ---------- | ---------- | ---------- | ---------- |
| Interzona          |            |                      |                              |                  |            |            |            |            |            |
| Local              | Resultado  | Visitante            | Estadio                      | Fecha            | Hora       |            |            |            |            |
| Deportivo Rex      | 0 - 3      | Deportivo Chepo      | Luis Ernesto Cascarita Tapia | 13 de septiembre | 20:00      |            |            |            |            |
| Unión Aguadulce    | 4 - 3      | Atlético Río Abajo   | Los Marineros                | 14 de septiembre | 15:00      |            |            |            |            |
| AF Chilibre        | 4 - 0      | Olympic Colón FC     | Javier Cruz                  | 14 de septiembre | 16:00      |            |            |            |            |
| Cosmos FC ND       | 1 - 1      | Independiente Darién | Ciruelito                    | 15 de septiembre | 13:00      |            |            |            |            |
| Limite FC          | 2 - 7      | Chorrillo FC         | Virgilio Tejeira             | 15 de septiembre | 15:00      |            |            |            |            |
| Alianza West       | 1 - 3      | San Fernando FC      | Agustín Muquita Sánchez      | 18 de septiembre | 20:00      |            |            |            |            |
| Total de goles: 29 |            |                      |                              |                  |            |            |            |            |            |

| Jornada 12           | Jornada 12 | Jornada 12         | Jornada 12       | Jornada 12       | Jornada 12 | Jornada 12 | Jornada 12 | Jornada 12 | Jornada 12 |
| -------------------- | ---------- | ------------------ | ---------------- | ---------------- | ---------- | ---------- | ---------- | ---------- | ---------- |
| Zona Norte           |            |                    |                  |                  |            |            |            |            |            |
| Local                | Resultado  | Visitante          | Estadio          | Fecha            | Hora       |            |            |            |            |
| Independiente Darién | 1 - 0      | Atlético Río Abajo | Manuel Miranda   | 21 de septiembre | 19:00      |            |            |            |            |
| Chorrillo FC         | 3 - 0      | San Fernando FC    | Maracaná         | 21 de septiembre | 16:00      |            |            |            |            |
| Deportivo Chepo      | 0 - 0      | Olympic Colón FC   | Cascarita Tapia  | 22 de septiembre | 19:00      |            |            |            |            |
| Zona Sur             |            |                    |                  |                  |            |            |            |            |            |
| Local                | Resultado  | Visitante          | Estadio          | Fecha            | Hora       |            |            |            |            |
| Deportivo Rex        | 2 - 3      | AF Chilibre        | Cascarita Tapia  | 20 de septiembre | 20:00      |            |            |            |            |
| Limite FC            | 1 - 4      | Alianza West       | Virgilio Tejeira | 22 de septiembre | 09:00      |            |            |            |            |
| Cosmos FC ND         | 1 - 7      | Unión Aguadulce    | El Ciruelito     | 22 de septiembre | 13:00      |            |            |            |            |
| Total de goles: 22   |            |                    |                  |                  |            |            |            |            |            |

| Jornada 13           | Jornada 13 | Jornada 13       | Jornada 13      | Jornada 13       | Jornada 13 | Jornada 13 | Jornada 13 | Jornada 13 | Jornada 13 |
| -------------------- | ---------- | ---------------- | --------------- | ---------------- | ---------- | ---------- | ---------- | ---------- | ---------- |
| Zona Norte           |            |                  |                 |                  |            |            |            |            |            |
| Local                | Resultado  | Visitante        | Estadio         | Fecha            | Hora       |            |            |            |            |
| Independiente Darién | 1 - 1      | Deportivo Chepo  | Manuel Miranda  | 28 de septiembre | 15:00      |            |            |            |            |
| San Fernando FC      | 1 - 3      | Olympic Colón FC | Manuel Miranda  | 29 de septiembre | 12:00      |            |            |            |            |
| Atlético Río Abajo   | 3 - 2      | Chorrillo FC     | Andy Alonso     | 29 de septiembre | 19:30      |            |            |            |            |
| Zona Sur             |            |                  |                 |                  |            |            |            |            |            |
| Local                | Resultado  | Visitante        | Estadio         | Fecha            | Hora       |            |            |            |            |
| Deportivo Rex        | 4 - 0      | Limite FC        | Cascarita Tapia | 27 de septiembre | 20:00      |            |            |            |            |
| Unión Aguadulce      | 5 - 0      | Alianza West     | Los Marineros   | 28 de septiembre | 14:00      |            |            |            |            |
| AF Chilibre          | 9 - 0      | Cosmos FC ND     | Javier Cruz     | 28 de septiembre | 16:00      |            |            |            |            |
| Total de goles: 29   |            |                  |                 |                  |            |            |            |            |            |

| Jornada 14         | Jornada 14 | Jornada 14           | Jornada 14              | Jornada 14   | Jornada 14 | Jornada 14 | Jornada 14 | Jornada 14 | Jornada 14 |
| ------------------ | ---------- | -------------------- | ----------------------- | ------------ | ---------- | ---------- | ---------- | ---------- | ---------- |
| Zona Norte         |            |                      |                         |              |            |            |            |            |            |
| Local              | Resultado  | Visitante            | Estadio                 | Fecha        | Hora       |            |            |            |            |
| Deportivo Chepo    | 1 - 0      | San Fernando FC      | Cascarita Tapia         | 4 de octubre | 20:00      |            |            |            |            |
| Chorrillo FC       | 4 - 2      | Independiente Darién | Maracaná                | 5 de octubre | 16:00      |            |            |            |            |
| Olympic Colón FC   | 1 - 2      | Atlético Río Abajo   | Armando Dely Valdés     | 6 de octubre | 19:30      |            |            |            |            |
| Zona Sur           |            |                      |                         |              |            |            |            |            |            |
| Local              | Resultado  | Visitante            | Estadio                 | Fecha        | Hora       |            |            |            |            |
| Limite FC          | 0 - 2      | Unión Aguadulce      | Virgilio Tejiera        | 6 de octubre | 13:00      |            |            |            |            |
| Cosmos FC ND       | 0 - 1      | Deportivo Rex        | Ciruelito               | 6 de octubre | 13:00      |            |            |            |            |
| Alianza West       | 2 - 3      | AF Chilibre          | Agustín Muquita Sánchez | 9 de octubre | 20:00      |            |            |            |            |
| Total de goles: 18 |            |                      |                         |              |            |            |            |            |            |

| Jornada 15           | Jornada 15 | Jornada 15       | Jornada 15      | Jornada 15    | Jornada 15 | Jornada 15 | Jornada 15 | Jornada 15 | Jornada 15 |
| -------------------- | ---------- | ---------------- | --------------- | ------------- | ---------- | ---------- | ---------- | ---------- | ---------- |
| Zona Norte           |            |                  |                 |               |            |            |            |            |            |
| Local                | Resultado  | Visitante        | Estadio         | Fecha         | Hora       |            |            |            |            |
| Independiente Darién | 3 - 2      | Olympic Colón FC | Manuel Miranda  | 12 de octubre | 15:00      |            |            |            |            |
| Chorrillo FC         | 2 - 3      | Deportivo Chepo  | Maracaná        | 12 de octubre | 16:00      |            |            |            |            |
| Atlético Río Abajo   | 3 - 3      | San Fernando FC  | Andy Alonso     | 13 de octubre | 19:30      |            |            |            |            |
| Zona Sur             |            |                  |                 |               |            |            |            |            |            |
| Local                | Resultado  | Visitante        | Estadio         | Fecha         | Hora       |            |            |            |            |
| Deportivo Rex        | 6 - 1      | Alianza West     | Cascarita Tapia | 11 de octubre | 20:00      |            |            |            |            |
| Cosmos FC ND         | 2 - 3      | Limite FC        | Ciruelito       | 12 de octubre | 15:00      |            |            |            |            |
| AF Chilibre          | 2 - 3      | Unión Aguadulce  | Javier Cruz     | 13 de octubre | 19:30      |            |            |            |            |
| Total de goles: 33   |            |                  |                 |               |            |            |            |            |            |

| Jornada 16         | Jornada 16 | Jornada 16           | Jornada 16              | Jornada 16    | Jornada 16 | Jornada 16 | Jornada 16 | Jornada 16 | Jornada 16 |
| ------------------ | ---------- | -------------------- | ----------------------- | ------------- | ---------- | ---------- | ---------- | ---------- | ---------- |
| Zona Norte         |            |                      |                         |               |            |            |            |            |            |
| Local              | Resultado  | Visitante            | Estadio                 | Fecha         | Hora       |            |            |            |            |
| San Fernando FC    | 5 - 2      | Independiente Darién | Manuel Miranda          | 20 de octubre | 11:00      |            |            |            |            |
| Olympic Colón FC   | 0 - 2      | Chorrillo FC         | Cascarita Tapia         | 20 de octubre | 16:00      |            |            |            |            |
| Deportivo Chepo    | 2 - 0      | Atlético Río Abajo   | Cascarita Tapia         | 20 de octubre | 19:00      |            |            |            |            |
| Zona Sur           |            |                      |                         |               |            |            |            |            |            |
| Local              | Resultado  | Visitante            | Estadio                 | Fecha         | Hora       |            |            |            |            |
| Alianza West       | 1 - 3      | Cosmos FC ND         | Agustín Muquita Sánchez | 16 de octubre | 20:00      |            |            |            |            |
| Unión Aguadulce    | 1 - 1      | Deportivo Rex        | Los Marineros           | 19 de octubre | 14:00      |            |            |            |            |
| Limite FC          | 0 - 8      | AF Chilibre          | El Ciruelito            | 20 de octubre | 11:00      |            |            |            |            |
| Total de goles: 25 |            |                      |                         |               |            |            |            |            |            |

## Conferencia Oeste

### Clasificación

#### Zona Norte
| Pos. | Equipo                   | Pts. | PJ | G | E | P  | GF | GC | Dif. | Notas                                    |
| ---- | ------------------------ | ---- | -- | - | - | -- | -- | -- | ---- | ---------------------------------------- |
| 1    | Deportivo Altamira F. C. | 31   | 16 | 9 | 4 | 3  | 37 | 17 | +20  | Acceso a las semifinales de conferencia. |
| 2    | Bambanes F. C.           | 30   | 16 | 8 | 6 | 2  | 35 | 16 | +19  | Acceso a las semifinales de conferencia. |
| 3    | Unión Bocas Isla         | 26   | 16 | 8 | 2 | 6  | 29 | 26 | +3   |                                          |
| 4    | Bocas Jr. Almirante      | 20   | 15 | 5 | 5 | 5  | 24 | 25 | −1   |                                          |
| 5    | Deportivo Chiriquí       | 17   | 15 | 5 | 2 | 8  | 25 | 28 | −3   |                                          |
| 6    | Benjamín Chacón FC       | 5    | 14 | 1 | 2 | 11 | 14 | 43 | −29  | Último lugar.                            |

Actualizado a los partidos jugados el 20 de octubre de 2024.
 Fuente: FEPAFUT

#### Zona Sur
| Pos. | Equipo              | Pts. | PJ | G  | E | P | GF | GC | Dif. | Notas                                    |
| ---- | ------------------- | ---- | -- | -- | - | - | -- | -- | ---- | ---------------------------------------- |
| 1    | Don Bosco Jr. F. C. | 32   | 16 | 10 | 2 | 4 | 28 | 17 | +11  | Acceso a las semifinales de conferencia. |
| 2    | La Familia F. C.    | 29   | 16 | 9  | 2 | 5 | 26 | 21 | +5   | Acceso a las semifinales de conferencia. |
| 3    | AC Fútbol 7 Pesé    | 25   | 16 | 7  | 4 | 5 | 27 | 21 | +6   |                                          |
| 4    | Sporting París      | 20   | 16 | 5  | 5 | 6 | 20 | 28 | −8   |                                          |
| 5    | C. F. Don Bosco     | 17   | 16 | 4  | 5 | 7 | 25 | 31 | −6   |                                          |
| 6    | Deportivo Talento   | 7    | 16 | 0  | 7 | 9 | 21 | 38 | −17  | Último lugar                             |

Actualizado a los partidos jugados el 20 de octubre de 2024.
 Fuente: FEPAFUT

### Resultados
- Los horarios son correspondientes al tiempo de Ciudad de Panamá (UTC-5)
- Puedes mirar el calendario completo

| Jornada 1             | Jornada 1 | Jornada 1          | Jornada 1                   | Jornada 1  | Jornada 1 | Jornada 1 | Jornada 1 | Jornada 1 | Jornada 1 |
| --------------------- | --------- | ------------------ | --------------------------- | ---------- | --------- | --------- | --------- | --------- | --------- |
| Zona Norte            |           |                    |                             |            |           |           |           |           |           |
| Local                 | Resultado | Visitante          | Estadio                     | Fecha      | Hora      |           |           |           |           |
| Benjamín Chacón FC    | 0 - 1     | Bambanes FC        | Manaca Civil                | 7 de julio | 16:00     |           |           |           |           |
| Deportivo Altamira FC | 2 - 2     | Deportivo Chiriquí | El Porvenir                 | 7 de julio | 14:00     |           |           |           |           |
| Bocas JR Almirante    | 0 - 2     | Unión Bocas Isla   | Edson Arantes do Nascimento | 7 de julio | 19:00     |           |           |           |           |
| Zona Sur              |           |                    |                             |            |           |           |           |           |           |
| Local                 | Resultado | Visitante          | Estadio                     | Fecha      | Hora      |           |           |           |           |
| Sporting París        | 2 - 1     | Don Bosco JR       | París                       | 6 de julio | 20:00     |           |           |           |           |
| Deportivo Talento FC  | 0 - 0     | AC Fútbol 7        | Ismael Campos               | 7 de julio | 13:00     |           |           |           |           |
| La Familia FC         | 3 - 0     | CF Don Bosco       | Rafael Rodríguez            | 7 de julio | 19:00     |           |           |           |           |
| Total de goles: 13    |           |                    |                             |            |           |           |           |           |           |

| Jornada 2          | Jornada 2 | Jornada 2          | Jornada 2                   | Jornada 2   | Jornada 2 | Jornada 2 | Jornada 2 | Jornada 2 | Jornada 2 |
| ------------------ | --------- | ------------------ | --------------------------- | ----------- | --------- | --------- | --------- | --------- | --------- |
| Zona Norte         |           |                    |                             |             |           |           |           |           |           |
| Local              | Resultado | Visitante          | Estadio                     | Fecha       | Hora      |           |           |           |           |
| Deportivo Chiriquí | 2 - 2     | Bambanes FC        | El Porvenir                 | 14 de julio | 14:00     |           |           |           |           |
| Deportivo Altamira | 2 - 1     | Bocas JR Almirante | San Cristóbal               | 14 de julio | 18:00     |           |           |           |           |
| Unión Bocas Isla   | 2 - 1     | Benjamín Chacón FC | Edson Arantes do Nascimento | 14 de julio | 19:00     |           |           |           |           |
| Zona Sur           |           |                    |                             |             |           |           |           |           |           |
| Local              | Resultado | Visitante          | Estadio                     | Fecha       | Hora      |           |           |           |           |
| AC Fútbol 7        | 3 - 1     | La Familia FC      | Municipal de Pese           | 13 de julio | 16:00     |           |           |           |           |
| Don Bosco JR       | 3 - 1     | CF Don Bosco       | Los Milagros                | 13 de julio | 19:00     |           |           |           |           |
| Deportivo Talento  | 1 - 1     | Sporting París     | Ismael Campos               | 14 de julio | 13:00     |           |           |           |           |
| Total de goles: 18 |           |                    |                             |             |           |           |           |           |           |

| Jornada 3          | Jornada 3 | Jornada 3          | Jornada 3                   | Jornada 3   | Jornada 3 | Jornada 3 | Jornada 3 | Jornada 3 | Jornada 3 |
| ------------------ | --------- | ------------------ | --------------------------- | ----------- | --------- | --------- | --------- | --------- | --------- |
| Zona Norte         |           |                    |                             |             |           |           |           |           |           |
| Local              | Resultado | Visitante          | Estadio                     | Fecha       | Hora      |           |           |           |           |
| Bambanes FC        | 5 - 2     | Unión Bocas Isla   | San Cristóbal               | 21 de julio | 16:00     |           |           |           |           |
| Benjamín Chacón FC | 1 - 3     | Deportivo Altamira | Monaca Civil                | 21 de julio | 17:00     |           |           |           |           |
| Bocas JR Almirante | 2 - 3     | Deportivo Chiriquí | Edson Arantes do Nascimento | 21 de julio | 19:00     |           |           |           |           |
| Zona Sur           |           |                    |                             |             |           |           |           |           |           |
| Local              | Resultado | Visitante          | Estadio                     | Fecha       | Hora      |           |           |           |           |
| CF Don Bosco       | 1 - 1     | Deportivo Talento  | San José                    | 20 de julio | 15:00     |           |           |           |           |
| La Familia FC      | 2 - 1     | Don Bosco JR       | Rafael Rodríguez            | 20 de julio | 19:00     |           |           |           |           |
| Sporting París     | 1 - 4     | AC Fútbol 7        | París                       | 20 de julio | 20:00     |           |           |           |           |
| Total de goles: 26 |           |                    |                             |             |           |           |           |           |           |

| Jornada 4          | Jornada 4 | Jornada 4          | Jornada 4                   | Jornada 4   | Jornada 4 | Jornada 4 | Jornada 4 | Jornada 4 | Jornada 4 |
| ------------------ | --------- | ------------------ | --------------------------- | ----------- | --------- | --------- | --------- | --------- | --------- |
| Zona Norte         |           |                    |                             |             |           |           |           |           |           |
| Local              | Resultado | Visitante          | Estadio                     | Fecha       | Hora      |           |           |           |           |
| Deportivo Chiriquí | 2 - 3     | Unión Bocas Isla   | Bugaba                      | 28 de julio | 14:00     |           |           |           |           |
| Deportivo Altamira | 1 - 1     | Bambanes FC        | San Cristóbal               | 28 de julio | 16:00     |           |           |           |           |
| Bocas JR Almirante | 5 - 2     | Benjamín Chacón FC | Edson Arantes do Nascimento | 28 de julio | 19:00     |           |           |           |           |
| Zona Sur           |           |                    |                             |             |           |           |           |           |           |
| Local              | Resultado | Visitante          | Estadio                     | Fecha       | Hora      |           |           |           |           |
| AC Fútbol 7        | 2 - 3     | Don Bosco JR       | Pese                        | 27 de julio | 16:00     |           |           |           |           |
| Sporting París     | 2 - 1     | CF Don Bosco       | París                       | 27 de julio | 20:00     |           |           |           |           |
| Deportivo Talento  | 1 - 3     | La Familia FC      | Ismael Campos               | 28 de julio | 13:00     |           |           |           |           |
| Total de goles: 26 |           |                    |                             |             |           |           |           |           |           |

| Jornada 5          | Jornada 5 | Jornada 5          | Jornada 5                   | Jornada 5   | Jornada 5 | Jornada 5 | Jornada 5 | Jornada 5 | Jornada 5 |
| ------------------ | --------- | ------------------ | --------------------------- | ----------- | --------- | --------- | --------- | --------- | --------- |
| Zona Norte         |           |                    |                             |             |           |           |           |           |           |
| Local              | Resultado | Visitante          | Estadio                     | Fecha       | Hora      |           |           |           |           |
| Benjamín Chacón FC | -         | Deportivo Chiriquí | Manaca Civil                | 3 de agosto | 19:00     |           |           |           |           |
| Bambanes FC        | 3 - 3     | Bocas JR Almirante | San Cristóbal               | 4 de agosto | 16:00     |           |           |           |           |
| Unión Bocas Isla   | 3 - 1     | Deportivo Altamira | Edson Arantes do Nascimento | 4 de agosto | 19:00     |           |           |           |           |
| Zona Sur           |           |                    |                             |             |           |           |           |           |           |
| Local              | Resultado | Visitante          | Estadio                     | Fecha       | Hora      |           |           |           |           |
| La Familia FC      | 0 - 0     | Sporting París     | Rafael Rodríguez            | 2 de agosto | 21:00     |           |           |           |           |
| CF Don Bosco       | 1 - 2     | AC Fútbol 7        | San José                    | 3 de agosto | 15:00     |           |           |           |           |
| Don Bosco JR       | 2 - 0     | Deportivo Talento  | Los Milagros                | 3 de agosto | 20:00     |           |           |           |           |
| Total de goles:    |           |                    |                             |             |           |           |           |           |           |

| Jornada 6          | Jornada 6 | Jornada 6          | Jornada 6         | Jornada 6    | Jornada 6 | Jornada 6 | Jornada 6 | Jornada 6 | Jornada 6 |
| ------------------ | --------- | ------------------ | ----------------- | ------------ | --------- | --------- | --------- | --------- | --------- |
| Interzona          |           |                    |                   |              |           |           |           |           |           |
| Local              | Resultado | Visitante          | Estadio           | Fecha        | Hora      |           |           |           |           |
| CF Don Bosco       | 1 - 4     | Deportivo Altamira | San José          | 10 de agosto | 15:00     |           |           |           |           |
| AC Fútbol 7        | 1 - 1     | Bocas JR Almirante | Municipal de Pese | 10 de agosto | 16:00     |           |           |           |           |
| Don Bosco JR       | 3 - 1     | Benjamín Chacón FC | Los Milagros      | 10 de agosto | 18:00     |           |           |           |           |
| La Familia FC      | 1 - 3     | Bambanes FC        | Rafael Rodríguez  | 10 de agosto | 19:00     |           |           |           |           |
| Sporting París     | 2 - 2     | Unión Bocas Isla   | París             | 10 de agosto | 19:00     |           |           |           |           |
| Deportivo Talento  | 1 - 2     | Deportivo Chiriquí | Ismael Campos     | 11 de agosto | 13:00     |           |           |           |           |
| Total de goles: 22 |           |                    |                   |              |           |           |           |           |           |

| Jornada 7          | Jornada 7 | Jornada 7         | Jornada 7                   | Jornada 7    | Jornada 7 | Jornada 7 | Jornada 7 | Jornada 7 | Jornada 7 |
| ------------------ | --------- | ----------------- | --------------------------- | ------------ | --------- | --------- | --------- | --------- | --------- |
| Interzona          |           |                   |                             |              |           |           |           |           |           |
| Local              | Resultado | Visitante         | Estadio                     | Fecha        | Hora      |           |           |           |           |
| Bambanes FC        | 1 - 2     | AC Fútbol 7       | San Cristóbal               | 17 de agosto | 20:00     |           |           |           |           |
| Deportivo Chiriquí | 0 - 1     | Don Bosco JR      | Bugaba                      | 18 de agosto | 12:00     |           |           |           |           |
| Deportivo Altamira | 3 - 0     | Deportivo Talento | San Cristóbal               | 18 de agosto | 16:00     |           |           |           |           |
| Benjamín Chacón FC | 2 - 0     | Sporting París    | Manaca Civil                | 18 de agosto | 17:00     |           |           |           |           |
| Unión Bocas Isla   | 0 - 1     | La Familia FC     | Edson Arantes Do Nascimento | 18 de agosto | 17:00     |           |           |           |           |
| Bocas JR Almirante | 2 - 1     | CF Don Bosco      | Edson Arantes Do Nascimento | 18 de agosto | 20:00     |           |           |           |           |
| Total de goles: 13 |           |                   |                             |              |           |           |           |           |           |

| Jornada 8          | Jornada 8 | Jornada 8          | Jornada 8         | Jornada 8    | Jornada 8 | Jornada 8 | Jornada 8 | Jornada 8 | Jornada 8 |
| ------------------ | --------- | ------------------ | ----------------- | ------------ | --------- | --------- | --------- | --------- | --------- |
| Interzona          |           |                    |                   |              |           |           |           |           |           |
| Local              | Resultado | Visitante          | Estadio           | Fecha        | Hora      |           |           |           |           |
| CF Don Bosco       | 1 - 0     | Bambanes FC        | San José          | 24 de agosto | 15:00     |           |           |           |           |
| AC Fútbol 7        | 1 - 2     | Unión Bocas Isla   | Municipal de Pese | 24 de agosto | 16:00     |           |           |           |           |
| La Familia FC      | 3 - 0     | Benjamín Chacón FC | Rafael Rodríguez  | 24 de agosto | 19:00     |           |           |           |           |
| Don Bosco JR       | 0 - 2     | Deportivo Altamira | Los Milagros      | 24 de agosto | 19:00     |           |           |           |           |
| Sporting París     | 2 - 1     | Deportivo Chiriquí | París             | 24 de agosto | 19:00     |           |           |           |           |
| Deportivo Talento  | 1 - 2     | Bocas JR Almirante | Ismael Campos     | 25 de agosto | 13:00     |           |           |           |           |
| Total de goles: 15 |           |                    |                   |              |           |           |           |           |           |

| Jornada 9          | Jornada 9 | Jornada 9         | Jornada 9                   | Jornada 9       | Jornada 9 | Jornada 9 | Jornada 9 | Jornada 9 | Jornada 9 |
| ------------------ | --------- | ----------------- | --------------------------- | --------------- | --------- | --------- | --------- | --------- | --------- |
| Interzona          |           |                   |                             |                 |           |           |           |           |           |
| Local              | Resultado | Visitante         | Estadio                     | Fecha           | Hora      |           |           |           |           |
| Bambanes FC        | 0 - 0     | Deportivo Talento | San Cristóbal               | 30 de agosto    | 20:00     |           |           |           |           |
| Benjamín Chacón FC | 0 - 2     | AC Fútbol 7       | Manaca Civil                | 31 de agosto    | 16:00     |           |           |           |           |
| Deportivo Altamira | 2 - 2     | Sporting Paris    | San Cristóbal               | 31 de agosto    | 20:00     |           |           |           |           |
| Deportivo Chiriquí | 0 - 1     | La Familia FC     | El Porvenir                 | 1 de septiembre | 12:00     |           |           |           |           |
| Unión Bocas Isla   | 3 - 1     | CF Don Bosco      | Edson Arantes Do Nascimento | 1 de septiembre | 17:00     |           |           |           |           |
| Bocas JR Almirante | 0 - 0     | Don Bosco JR      | Edson Arantes Do Nascimento | 1 de septiembre | 20:00     |           |           |           |           |
| Total de goles: 11 |           |                   |                             |                 |           |           |           |           |           |

| Jornada 10         | Jornada 10 | Jornada 10         | Jornada 10        | Jornada 10      | Jornada 10 | Jornada 10 | Jornada 10 | Jornada 10 | Jornada 10 |
| ------------------ | ---------- | ------------------ | ----------------- | --------------- | ---------- | ---------- | ---------- | ---------- | ---------- |
| Interzona          |            |                    |                   |                 |            |            |            |            |            |
| Local              | Resultado  | Visitante          | Estadio           | Fecha           | Hora       |            |            |            |            |
| CF Don Bosco       | 2 - 2      | Benjamín Chacón FC | San José          | 7 de septiembre | 15:00      |            |            |            |            |
| AC Fútbol 7        | 2 - 1      | Deportivo Chiriquí | Municipal de Pese | 7 de septiembre | 16:00      |            |            |            |            |
| Sporting Paris     | 1 - 2      | Bocas JR Almirante | Paris             | 7 de septiembre | 20:00      |            |            |            |            |
| Deportivo Talento  | 3 - 3      | Unión Isla Bocas   | Ismael Campos     | 8 de septiembre | 13:00      |            |            |            |            |
| Don Bosco JR       | 0 - 1      | Bambanes FC        | Los Milagros      | 8 de septiembre | 18:00      |            |            |            |            |
| La Familia FC      | 0 - 3      | Deportivo Altamira | Rafael Rodríguez  | 8 de septiembre | 19:00      |            |            |            |            |
| Total de goles: 20 |            |                    |                   |                 |            |            |            |            |            |

| Jornada 11         | Jornada 11 | Jornada 11        | Jornada 11                  | Jornada 11       | Jornada 11 | Jornada 11 | Jornada 11 | Jornada 11 | Jornada 11 |
| ------------------ | ---------- | ----------------- | --------------------------- | ---------------- | ---------- | ---------- | ---------- | ---------- | ---------- |
| Interzona          |            |                   |                             |                  |            |            |            |            |            |
| Local              | Resultado  | Visitante         | Estadio                     | Fecha            | Hora       |            |            |            |            |
| Benjamín Chacón FC | 2 - 2      | Deportivo Talento | Manaca Civil                | 14 de septiembre | 16:00      |            |            |            |            |
| Unión Bocas Isla   | 1 - 2      | Don Bosco JR      | Edson Arantes Do Nascimento | 14 de septiembre | 19:00      |            |            |            |            |
| Bambanes FC        | 2 - 2      | Sporting París    | San Cristóbal               | 14 de septiembre | 20:00      |            |            |            |            |
| Deportivo Chiriquí | 0 - 1      | CF Don Bosco      | Bugaba                      | 15 de septiembre | 14:00      |            |            |            |            |
| Deportivo Altamira | 0 - 1      | AC Fútbol 7       | San Cristóbal               | 15 de septiembre | 16:00      |            |            |            |            |
| Bocas JR Almirante | 4 - 1      | La Familia FC     | Edson Arantes Do Nascimento | 15 de septiembre | 19:00      |            |            |            |            |
| Total de goles: 18 |            |                   |                             |                  |            |            |            |            |            |

| Jornada 12         | Jornada 12 | Jornada 12            | Jornada 12                  | Jornada 12       | Jornada 12 | Jornada 12 | Jornada 12 | Jornada 12 | Jornada 12 |
| ------------------ | ---------- | --------------------- | --------------------------- | ---------------- | ---------- | ---------- | ---------- | ---------- | ---------- |
| Zona Norte         |            |                       |                             |                  |            |            |            |            |            |
| Local              | Resultado  | Visitante             | Estadio                     | Fecha            | Hora       |            |            |            |            |
| Bambanes FC        | 6 - 0      | Benjamín Chacón FC    | San Cristóbal               | 21 de septiembre | 20:00      |            |            |            |            |
| Deportivo Chiriquí | 1 - 4      | Deportivo Altamira FC | Bugaba                      | 22 de septiembre | 14:00      |            |            |            |            |
| Unión Bocas Isla   | 4 - 1      | Bocas JR Almirante    | Edson Arantes do Nascimento | 22 de septiembre | 19:00      |            |            |            |            |
| Zona Sur           |            |                       |                             |                  |            |            |            |            |            |
| Local              | Resultado  | Visitante             | Estadio                     | Fecha            | Hora       |            |            |            |            |
| AC Fútbol 7        | -          | Deportivo Talento     | Municipal de Pese           | 21 de septiembre | 16:00      |            |            |            |            |
| Don Bosco JR       | 1 - 0      | Sporting Paris        | Los Milagros                | 21 de septiembre | 18:00      |            |            |            |            |
| CF Don Bosco       | 0 - 0      | La Familia FC         | San José                    | 22 de septiembre | 13:00      |            |            |            |            |
| Total de goles:    |            |                       |                             |                  |            |            |            |            |            |

| Jornada 13         | Jornada 13 | Jornada 13         | Jornada 13                  | Jornada 13       | Jornada 13 | Jornada 13 | Jornada 13 | Jornada 13 | Jornada 13 |
| ------------------ | ---------- | ------------------ | --------------------------- | ---------------- | ---------- | ---------- | ---------- | ---------- | ---------- |
| Zona Norte         |            |                    |                             |                  |            |            |            |            |            |
| Local              | Resultado  | Visitante          | Estadio                     | Fecha            | Hora       |            |            |            |            |
| Bambanes FC        | 6 - 1      | Deportivo Chiriquí | San Cristóbal               | 26 de septiembre | 20:00      |            |            |            |            |
| Benjamín Chacón FC | 1 - 2      | Unión Bocas Isla   | Manaca Civil                | 29 de septiembre | 16:00      |            |            |            |            |
| Bocas JR Almirante | 1 - 1      | Deportivo Altamira | Edson Arantes do Nascimento | 29 de septiembre | 19:00      |            |            |            |            |
| Zona Sur           |            |                    |                             |                  |            |            |            |            |            |
| Local              | Resultado  | Visitante          | Estadio                     | Fecha            | Hora       |            |            |            |            |
| La Familia FC      | 2 - 1      | AC Fútbol 7        | Rafael Rodríguez            | 27 de septiembre | 19:00      |            |            |            |            |
| CF Don Bosco       | 1 - 1      | Don Bosco JR       | San José                    | 28 de septiembre | 15:00      |            |            |            |            |
| Sporting París     | 3 - 2      | Deportivo Talento  | París                       | 28 de septiembre | 20:00      |            |            |            |            |
| Total de goles: 22 |            |                    |                             |                  |            |            |            |            |            |

| Jornada 14         | Jornada 14 | Jornada 14         | Jornada 14        | Jornada 14   | Jornada 14 | Jornada 14 | Jornada 14 | Jornada 14 | Jornada 14 |
| ------------------ | ---------- | ------------------ | ----------------- | ------------ | ---------- | ---------- | ---------- | ---------- | ---------- |
| Zona Norte         |            |                    |                   |              |            |            |            |            |            |
| Local              | Resultado  | Visitante          | Estadio           | Fecha        | Hora       |            |            |            |            |
| Deportivo Altamira | 6 - 1      | Benjamín Chacón FC | San Cristóbal     | 5 de octubre | 20:00      |            |            |            |            |
| Deportivo Chiriquí | 3 - 0      | Bocas JR Almirante | Bugaba            | 6 de octubre | 14:00      |            |            |            |            |
| Unión Bocas Isla   | 0 - 2      | Bambanes FC        | Guabito           | 6 de octubre | 19:00      |            |            |            |            |
| Zona Sur           |            |                    |                   |              |            |            |            |            |            |
| Local              | Resultado  | Visitante          | Estadio           | Fecha        | Hora       |            |            |            |            |
| Don Bosco JR       | 4 - 1      | La Familia FC      | Los Milagros      | 4 de octubre | 19:00      |            |            |            |            |
| AC Fútbol 7        | 0 - 1      | Sporting París     | Municipal de Pese | 5 de octubre | 12:00      |            |            |            |            |
| Deportivo Talento  | 4 - 6      | CF Don Bosco       | Ismael Campos     | 6 de octubre | 10:00      |            |            |            |            |
| Total de goles: 28 |            |                    |                   |              |            |            |            |            |            |

| Jornada 15         | Jornada 15 | Jornada 15         | Jornada 15       | Jornada 15    | Jornada 15 | Jornada 15 | Jornada 15 | Jornada 15 | Jornada 15 |
| ------------------ | ---------- | ------------------ | ---------------- | ------------- | ---------- | ---------- | ---------- | ---------- | ---------- |
| Zona Norte         |            |                    |                  |               |            |            |            |            |            |
| Local              | Resultado  | Visitante          | Estadio          | Fecha         | Hora       |            |            |            |            |
| Benjamín Chacón FC | -          | Bocas JR Almirante | Manaca Civil     | 12 de octubre | 16:00      |            |            |            |            |
| Bambanes FC        | 2 - 1      | Deportivo Altamira | San Cristóbal    | 13 de octubre | 16:00      |            |            |            |            |
| Unión Bocas Isla   | 0 - 1      | Deportivo Chiriquí | Guabito          | 13 de octubre | 19:00      |            |            |            |            |
| Zona Sur           |            |                    |                  |               |            |            |            |            |            |
| Local              | Resultado  | Visitante          | Estadio          | Fecha         | Hora       |            |            |            |            |
| Don Bosco JR       | 2 - 1      | AC Fútbol 7        | Los Milagros     | 11 de octubre | 19:00      |            |            |            |            |
| La Familia FC      | 4 - 1      | Deportivo Talento  | Rafael Rodríguez | 11 de octubre | 19:00      |            |            |            |            |
| CF Don Bosco       | 5 - 1      | Sporting París     | San José         | 12 de octubre | 15:00      |            |            |            |            |
| Total de goles:    |            |                    |                  |               |            |            |            |            |            |

| Jornada 16         | Jornada 16 | Jornada 16         | Jornada 16                  | Jornada 16    | Jornada 16 | Jornada 16 | Jornada 16 | Jornada 16 | Jornada 16 |
| ------------------ | ---------- | ------------------ | --------------------------- | ------------- | ---------- | ---------- | ---------- | ---------- | ---------- |
| Zona Norte         |            |                    |                             |               |            |            |            |            |            |
| Local              | Resultado  | Visitante          | Estadio                     | Fecha         | Hora       |            |            |            |            |
| Deportivo Chiriquí | 6 - 1      | Benjamín Chacón FC | El Porvenir                 | 20 de octubre | 14:00      |            |            |            |            |
| Deportivo Altamira | 2 - 0      | Unión Bocas Isla   | San Cristóbal               | 20 de octubre | 18:00      |            |            |            |            |
| Bocas JR Almirante | 0 - 0      | Bambanes FC        | Edson Arantes Do Nascimento | 20 de octubre | 19:00      |            |            |            |            |
| Zona Sur           |            |                    |                             |               |            |            |            |            |            |
| Local              | Resultado  | Visitante          | Estadio                     | Fecha         | Hora       |            |            |            |            |
| Sporting París     | 0 - 3      | La Familia FC      | París                       | 19 de octubre | 19:00      |            |            |            |            |
| Deportivo Talento  | 2 - 4      | Don Bosco JR       | Ismael Campos               | 20 de octubre | 18:00      |            |            |            |            |
| AC Fútbol 7        | 3 - 3      | CF Don Bosco       | París                       | 20 de octubre | 20:00      |            |            |            |            |
| Total de goles: 24 |            |                    |                             |               |            |            |            |            |            |

## Fase Final
|  | Semifinales de Conferencia                               | Semifinales de Conferencia                               | Semifinales de Conferencia                               | Semifinales de Conferencia                               | Semifinales de Conferencia                               |   |        | Finales de Conferencia | Finales de Conferencia | Finales de Conferencia |  |      | Final Clausura  | Final Clausura  | Final Clausura  |  |
|  | 25, 26 y 27 de octubre (Ida) 1 y 2 de noviembre (Vuelta) | 25, 26 y 27 de octubre (Ida) 1 y 2 de noviembre (Vuelta) | 25, 26 y 27 de octubre (Ida) 1 y 2 de noviembre (Vuelta) | 25, 26 y 27 de octubre (Ida) 1 y 2 de noviembre (Vuelta) | 25, 26 y 27 de octubre (Ida) 1 y 2 de noviembre (Vuelta) |   |        | 9 y 10 de noviembre    | 9 y 10 de noviembre    | 9 y 10 de noviembre    |  |      | 16 de noviembre | 16 de noviembre | 16 de noviembre |  |
|  |                                                          |                                                          |                                                          |                                                          |                                                          |   |        |                        |                        |                        |  |      |                 |                 |                 |  |
|  |                                                          |                                                          |                                                          |                                                          |                                                          |   |        |                        |                        |                        |  |      |                 |                 |                 |  |
|  | 1°N(E)                                                   | Chorrillo F. C.                                          | 1                                                        | 3                                                        | 4                                                        |   |        |                        |                        |                        |  |      |                 |                 |                 |  |
|  | 1°N(E)                                                   | Chorrillo F. C.                                          | 1                                                        | 3                                                        | 4                                                        |   |        |                        |                        |                        |  |      |                 |                 |                 |  |
|  | 2°S(E)                                                   | Unión Aguadulce                                          | 3                                                        | 0                                                        | 3                                                        |   |        |                        |                        |                        |  |      |                 |                 |                 |  |
|  | 2°S(E)                                                   | Unión Aguadulce                                          | 3                                                        | 0                                                        | 3                                                        |   | 1°N(E) | Chorrillo F. C.        | 3                      |                        |  |      |                 |                 |                 |  |
|  |                                                          |                                                          |                                                          |                                                          |                                                          |   | 1°N(E) | Chorrillo F. C.        | 3                      |                        |  |      |                 |                 |                 |  |
|  |                                                          |                                                          | 2°N(E)                                                   | Olympic Colón F. C.                                      | 1                                                        |   |        |                        |                        |                        |  |      |                 |                 |                 |  |
|  | 1°S(E)                                                   | A. F. Chilibre                                           | 2°N(E)                                                   | Olympic Colón F. C.                                      | 1                                                        | 0 | 3      | 3                      |                        |                        |  |      |                 |                 |                 |  |
|  | 1°S(E)                                                   | A. F. Chilibre                                           |                                                          |                                                          |                                                          |   |        | 3                      |                        |                        |  |      |                 |                 |                 |  |
|  | 2°N(E)                                                   | Olympic Colón F. C.                                      | 0                                                        | 4                                                        | 4                                                        |   |        |                        |                        |                        |  |      |                 |                 |                 |  |
|  | 2°N(E)                                                   | Olympic Colón F. C.                                      | 0                                                        | 4                                                        | 4                                                        |   |        |                        |                        |                        |  | C(E) | Chorrillo F. C. | 4               |                 |  |
|  |                                                          |                                                          |                                                          |                                                          |                                                          |   |        |                        |                        |                        |  | C(E) | Chorrillo F. C. | 4               |                 |  |
|  |                                                          |                                                          | C(O)                                                     | Bambanes F. C.                                           | 1                                                        |   |        |                        |                        |                        |  |      |                 |                 |                 |  |
|  | 1°N(O)                                                   | Deportivo Altamira                                       | C(O)                                                     | Bambanes F. C.                                           | 1                                                        | 2 | 3      | 5                      |                        |                        |  |      |                 |                 |                 |  |
|  | 1°N(O)                                                   | Deportivo Altamira                                       |                                                          |                                                          |                                                          |   |        | 5                      |                        |                        |  |      |                 |                 |                 |  |
|  | 2°S(O)                                                   | La Familia F. C.                                         | 2                                                        | 0                                                        | 2                                                        |   |        |                        |                        |                        |  |      |                 |                 |                 |  |
|  | 2°S(O)                                                   | La Familia F. C.                                         | 2                                                        | 0                                                        | 2                                                        |   | 1°N(O) | Deportivo Altamira     | 0                      |                        |  |      |                 |                 |                 |  |
|  |                                                          |                                                          |                                                          |                                                          |                                                          |   | 1°N(O) | Deportivo Altamira     | 0                      |                        |  |      |                 |                 |                 |  |
|  |                                                          |                                                          | 2°N(O)                                                   | Bambanes F. C.                                           | 2                                                        |   |        |                        |                        |                        |  |      |                 |                 |                 |  |
|  | 1°S(O)                                                   | Don Bosco Jr.                                            | 2°N(O)                                                   | Bambanes F. C.                                           | 2                                                        | 0 | 1      | 1                      |                        |                        |  |      |                 |                 |                 |  |
|  | 1°S(O)                                                   | Don Bosco Jr.                                            |                                                          |                                                          |                                                          |   |        | 1                      |                        |                        |  |      |                 |                 |                 |  |
|  | 2°N(O)                                                   | Bambanes F. C.                                           | 2                                                        | 1                                                        | 3                                                        |   |        |                        |                        |                        |  |      |                 |                 |                 |  |
|  | 2°N(O)                                                   | Bambanes F. C.                                           | 2                                                        | 1                                                        | 3                                                        |   |        |                        |                        |                        |  |      |                 |                 |                 |  |
|  |                                                          |                                                          |                                                          |                                                          |                                                          |   |        |                        |                        |                        |  |      |                 |                 |                 |  |

### Semifinales de Conferencia

#### Conferencia Este

##### Chorrillo F. C. - Deportivo Unión Aguadulce
| Ida; 26 de octubre; 15:00 | Deportivo Unión Aguadulce                    | 3:1 | Chorrillo FC  | Estadio Los Marineros, Aguadulce, Coclé |             |
|                           | G. Jaén 27' · R. Herrera 35' · F. Pinzón 67' |     | 87' J. Bovell | Árbitro(s):                             | Árbitro(s): |

| Vuelta; 2 de noviembre; 17:00 | Chorrillo FC | 3:0 (Global 4:3) | Deportivo Unión Aguadulce | Estadio Maracaná, El Chorrillo, Panamá |  |
|                               |              |                  |                           | Árbitro(s):                            |  |

##### A. F. Chilibre - Olympic Colón F. C.
| Ida; 27 de octubre; 15:00 | Olympic de Colón FC | 0:0 | AF Chilibre | Estadio Armando Dely Valdés, Colón |  |
|                           |                     |     |             | Árbitro(s):                        |  |

| Vuelta; 1 de noviembre; 20:00 | AF Chilibre | 3:4 (Global 3:4) | Olympic de Colón FC | Estadio Javier Cruz, Ciudad de Panamá, Panamá |  |
|                               |             |                  |                     | Árbitro(s):                                   |  |

#### Conferencia Oeste

##### Deportivo Altamira F. C. - La Familia F. C.
| Ida; 25 de octubre; 20:30 | La Familia FC       | 2:2 | Deportivo Altamira FC | Estadio Rafael Rodríguez, Atalaya, Veraguas |             |
|                           | E. Hilberth 21' 53' |     | 48' 90' (6) I. Uribe  | Árbitro(s):                                 | Árbitro(s): |

| Vuelta; 1 de noviembre; 20:00 | Deportivo Altamira FC | 3:0 (Global 3:2) | La Familia FC | Estadio San Cristóbal, David, Chiriquí |  |
|                               |                       |                  |               | Árbitro(s):                            |  |

##### Don Bosco Jr. - Bambanes F. C.
| Ida; 26 de octubre; 20:00 | Bambanes FC                     | 2:0 | Don Bosco JR | Estadio San Cristóbal, David, Chiriquí |             |
|                           | F. Miranda 40' · F. Morales 84' |     |              | Árbitro(s):                            | Árbitro(s): |

| Vuelta; 1 de noviembre; 20:00 | Don Bosco JR | 1:1 (Global 1:3) | Bambanes FC | Estadio Los Milagros, Chitré, Herrera |  |
|                               |              |                  |             | Árbitro(s):                           |  |

### Finales de Conferencia

#### Conferencia Este

##### Chorrillo F. C. - Olympic Colón F. C.
| Final de Conferencia; 9 de noviembre de 2024; 20:00 | Chorrillo FC | 1:3 (0:2) | Olympic de Colón FC | Complejo Deportivo Los Andes, San Miguelito, Panamá |             |
|                                                     | R. Potter    |           | E. Mares            | Árbitro(s):                                         | Árbitro(s): |

#### Conferencia Oeste

##### Deportivo Altamira - Bambanes F. C.
| Final de Conferencia; 10 de noviembre de 2024; 16:00 | Deportivo Altamira FC | 0:2 (0:0) | Bambanes FC                     | Estadio San Cristóbal, David, Chiriquí |             |
|                                                      |                       |           | J. Méndez 71' · G. Tascón 90+4' | Árbitro(s):                            | Árbitro(s): |

### Final

##### Chorrillo F. C. - Bambanes F. C.
| Final; 16 de noviembre de 2024; 20:00 | Chorrillo FC | 4:1 | Bambanes F. C. | Complejo Deportivo Los Andes, San Miguelito, Panamá |  |
|                                       |              |     |                | Árbitro(s):                                         |  |

| Clasifica a la Superfinal 2024 |

| Campeón LFN Clausura 2024 |
| ------------------------- |
|                           |
| Chorrillo FC              |
| 1° Título                 |

## Tabla Acumulada

### Conferencia Este

#### Zona Norte
| Pos. | Equipo               | Pts. | PJ | G  | E | P  | GF | GC | Dif. | Notas                                |
| ---- | -------------------- | ---- | -- | -- | - | -- | -- | -- | ---- | ------------------------------------ |
| 1    | Olympic Colón F. C.  | 58   | 29 | 17 | 7 | 5  | 54 | 31 | +23  | Primer Lugar de la Acumulada de Zona |
| 2    | Chorrillo F. C.      | 52   | 29 | 15 | 7 | 7  | 64 | 38 | +26  |                                      |
| 3    | San Fernando F. C.   | 39   | 29 | 10 | 9 | 10 | 53 | 53 | 0    |                                      |
| 4    | Deportivo Chepo      | 33   | 29 | 9  | 6 | 14 | 35 | 52 | −17  |                                      |
| 5    | Independiente Darién | 30   | 29 | 9  | 3 | 17 | 50 | 64 | −14  | Desciende a Cuarta División          |

Actualizado a los partidos jugados el 20 de octubre de 2024.
 Fuente: FEPAFUT

#### Zona Sur
| Pos. | Equipo          | Pts. | PJ | G  | E | P  | GF | GC | Dif. | Notas                                |
| ---- | --------------- | ---- | -- | -- | - | -- | -- | -- | ---- | ------------------------------------ |
| 1    | A. F. Chilibre  | 54   | 29 | 16 | 6 | 7  | 77 | 38 | +39  | Primer Lugar de la Acumulada de Zona |
| 2    | Deportivo Rex   | 44   | 29 | 13 | 5 | 11 | 57 | 40 | +17  |                                      |
| 3    | Alianza West    | 34   | 29 | 10 | 4 | 15 | 55 | 80 | −25  |                                      |
| 4    | F. C. Cosmos ND | 34   | 29 | 9  | 7 | 13 | 52 | 77 | −25  |                                      |
| 5    | Limite F. C.    | 19   | 29 | 4  | 7 | 18 | 37 | 79 | −42  | Desciende a Cuarta División          |

Actualizado a los partidos jugados el 20 de octubre de 2024.
 Fuente: FEPAFUT

### Conferencia Oeste

#### Zona Norte
| Pos. | Equipo              | Pts. | PJ | G  | E  | P  | GF | GC | Dif. | Notas                                |
| ---- | ------------------- | ---- | -- | -- | -- | -- | -- | -- | ---- | ------------------------------------ |
| 1    | Bambanes F. C.      | 50   | 29 | 13 | 11 | 5  | 58 | 33 | +25  | Primer Lugar de la Acumulada de Zona |
| 2    | Unión Bocas Isla    | 49   | 29 | 15 | 4  | 10 | 57 | 56 | +1   |                                      |
| 3    | Bocas Jr. Almirante | 38   | 28 | 10 | 8  | 10 | 53 | 50 | +3   |                                      |
| 4    | Deportivo Chiriquí  | 37   | 28 | 10 | 7  | 11 | 52 | 48 | +4   |                                      |
| 5    | Benjamín Chacón FC  | 9    | 27 | 2  | 3  | 22 | 28 | 87 | −59  | Desciende a Cuarta División          |

Actualizado a los partidos jugados el 20 de octubre de 2024.
 Fuente: FEPAFUT

#### Zona Sur
| Pos. | Equipo              | Pts. | PJ | G  | E | P  | GF | GC | Dif. | Notas                                |
| ---- | ------------------- | ---- | -- | -- | - | -- | -- | -- | ---- | ------------------------------------ |
| 1    | Don Bosco Jr. F. C. | 65   | 29 | 20 | 5 | 4  | 70 | 35 | +35  | Primer Lugar de la Acumulada de Zona |
| 2    | La Familia F. C.    | 51   | 29 | 15 | 6 | 8  | 51 | 38 | +13  |                                      |
| 3    | AC Fútbol 7 Pesé    | 44   | 29 | 12 | 8 | 9  | 61 | 45 | +16  |                                      |
| 4    | C. F. Don Bosco     | 32   | 29 | 8  | 8 | 13 | 56 | 62 | −6   |                                      |
| 5    | Deportivo Talento   | 12   | 29 | 1  | 9 | 19 | 44 | 88 | −44  | Desciende a Cuarta División          |

Actualizado a los partidos jugados el 16 de octubre de 2024.
 Fuente: FEPAFUT

## Estadísticas

### Tabla de goleadores
Lista con los máximos goleadores de la competencia.
| Pos. | Jugador           | Equipo                    | Goles |
| ---- | ----------------- | ------------------------- | ----- |
| 1.º  | Ernie Mares       | Chorrillo FC              | 18    |
| 2.º  | Aldair Chang      | San Fernando FC           | 16    |
| 3.º  | Mario Castillo    | Deportivo Unión Aguadulce | 13    |
| 3.º  | Rogelio Rodríguez | AF Chilibre               | 13    |
| 3.º  | Isaías Madrid     | AF Chilibre               | 13    |